# Медем, Владимир Давидович
Владимир Давидович Медем (партийные псевдонимы — Гринберг, Гольдблат; 1879, Либава, Курляндская губерния, ныне Лиепая, Латвия, — 1923, Нью-Йорк) — один из лидеров и идеологов Бунда.

## Биография
Родился в семье военного врача-еврея, выслужвшего чин статского советника. При рождении Владимир был крещён в православие, позже его семья перешла в лютеранство. В 1898 году поступил в Киевский университет. В 1899 году был исключён из университета за участие в студенческой забастовке, был арестован и выслан в Минск под надзор полиции. Там весной 1900 года он вступил в Бунд и стал писать статьи в изданиях Бунда.
В 1901 году был арестован в Минске, был выпущен на поруки и бежал за границу. Учился в Бернском университет и занимался пропагандой в кружках студентов — выходцев из России. В 1903 году был кооптирован в Заграничный комитет Бунда (Женева); в том же году представлял Бунд на II съезде РСДРП, который покинул вместе с другими делегатами от Бунда из-за неприятия требования о федеральном принципе построения партии.
В 1905—1908 году, вернувшись в Россию, Медем был одним из ведущих сотрудников и редакторов бундовских изданий «Наше слово», «Наша трибуна», «Последние известия», «Ди фолксцайтунг», «Ди хофенунг», «Дер моргенштерн» и других. Основные литературные псевдонимы Медема — Марк, Михаил Виницкий, Г. Раф, Бен Довид.
На 7-м съезде Бунда (1906, Лейпциг) Медем был избран в ЦК, а в 1907 году участвовал в работе V съезда РСДРП и был членом президиума.
В начале 1910-х годов Медем много публиковался в русских («Вестник Европы», «День»), русско-еврейских («Еврейский мир», «Еврейское обозрение») и немецких («Нойе цайт») органах печати.
В 1912 году, проживая в Вене, Медем редактировал варшавский еженедельник Бунда «Лебнсфраген» (который был закрыт после выхода второго же номера), за что был в 1913 году арестован в Ковно и в мае 1915 года был осуждён на четыре года каторги. Однако по болезни Медем не был отправлен на каторгу и был освобожден из тюремной больницы в Варшаве в августе 1915 года занявшими Варшаву германскими войсками.
В 1915—1920 годах Медем был одним из руководителей Бунда в Польше и возглавлял там еврейское светское школьное образование. Он был инициатором петиции, собравшей свыше шестидесяти тысяч подписей к германским оккупационным властям о признании идиш официальным языком евреев и о школах с преподаванием на идиш.
В 1919—1920 годах в Бунде (в частности, в его Польском комитете) возобладали прокоммунистические тенденции, но Медем относился к большевизму резко отрицательно и оказался в изоляции.
В начале 1921 года Медем эмигрировал в США, где сотрудничал в нью-йоркской газете «Форвертс» и других изданиях на идиш. Умер от нефрита в 43 года.
Написал мемуары «Зихройнес ун артиклен» («Воспоминания и статьи», 1917; в русском переводе «По царским тюрьмам…», Л., 1924) и «Фун майн лебн» («Из моей жизни», 1-2 тт., 1923).
В 2015 году был издан русский перевод его мемуаров.
Многие еврейские культурно-просветительные и благотворительные организации и учреждения в Польше в 1920—30-х годов носили имя Медема.

### Семья
В 1908 году в Женеве женился на Гине Биренцвейг (1886—1977), которая происходила из богатой семьи из окрестностей Томашува-Мазовецкого, — в то время также активистке Бунда. По профессии журналист, после смерти Медема она путешествовала по разным странам в качестве корреспондента нью-йоркской ежедневной газеты «Morning Freiheit», в том числе: в 1937—39 годах находилась в Испании. Единственная дочь пары, Наталья, умерла в Варшаве в 1917 году ещё младенцем.
Кроме того, у Медема был сын — Владимир Владимирович Альтман (1906—1971), советский учёный, кандидат исторических наук.